# Kuppiger Solling
Kuppiger Solling ist die Bezeichnung für eine naturräumliche Einheit, die als Nr. 370.1 zur Haupteinheit 370 Solling, Bramwald und Reinhardswald zählt.
Der Kuppige Solling schließt sich südlich an den Kern-Solling (= Naturraum 370.0 „Nördlicher Solling“) an und legt sich ringförmig um das Uslarer Becken (370.2) bei Uslar. Nach Südwesten trennt ihn das Weserdurchbruchstal (370.3) der Weser vom Reinhardswald (370.4), nach Süden schließt sich der Bramwald (370.5) an, von dem ihn die Nieme trennt. Südöstlich grenzt er ans (Südliche) Sollingvorland.
Sein den größeren Teil der Fläche ausmachender Ostteil liegt innerhalb des Städtedreiecks Uslar, Hardegsen und Adelebsen im Landkreis Northeim. Er ist bewaldet außer in der landwirtschaftlich genutzten Siedlungsnähe. Höchster Berg ist der Stehbergskopf. Auch der zum Landkreis Kassel (Hessen) gehörende Kiffing befindet sich hier.
Der nördlichste Zipfel der Fläche gehört zum Naturpark Solling-Vogler, der südlichste Zipfel der Fläche gehört zum Naturpark Münden.
Auch hinsichtlich der Entwässerung besteht eine Sonderrolle: Sie erfolgt durch die Schwülme zur Weser, während der restliche Solling zur Leine entwässert wird.